# Jamnícke plesá

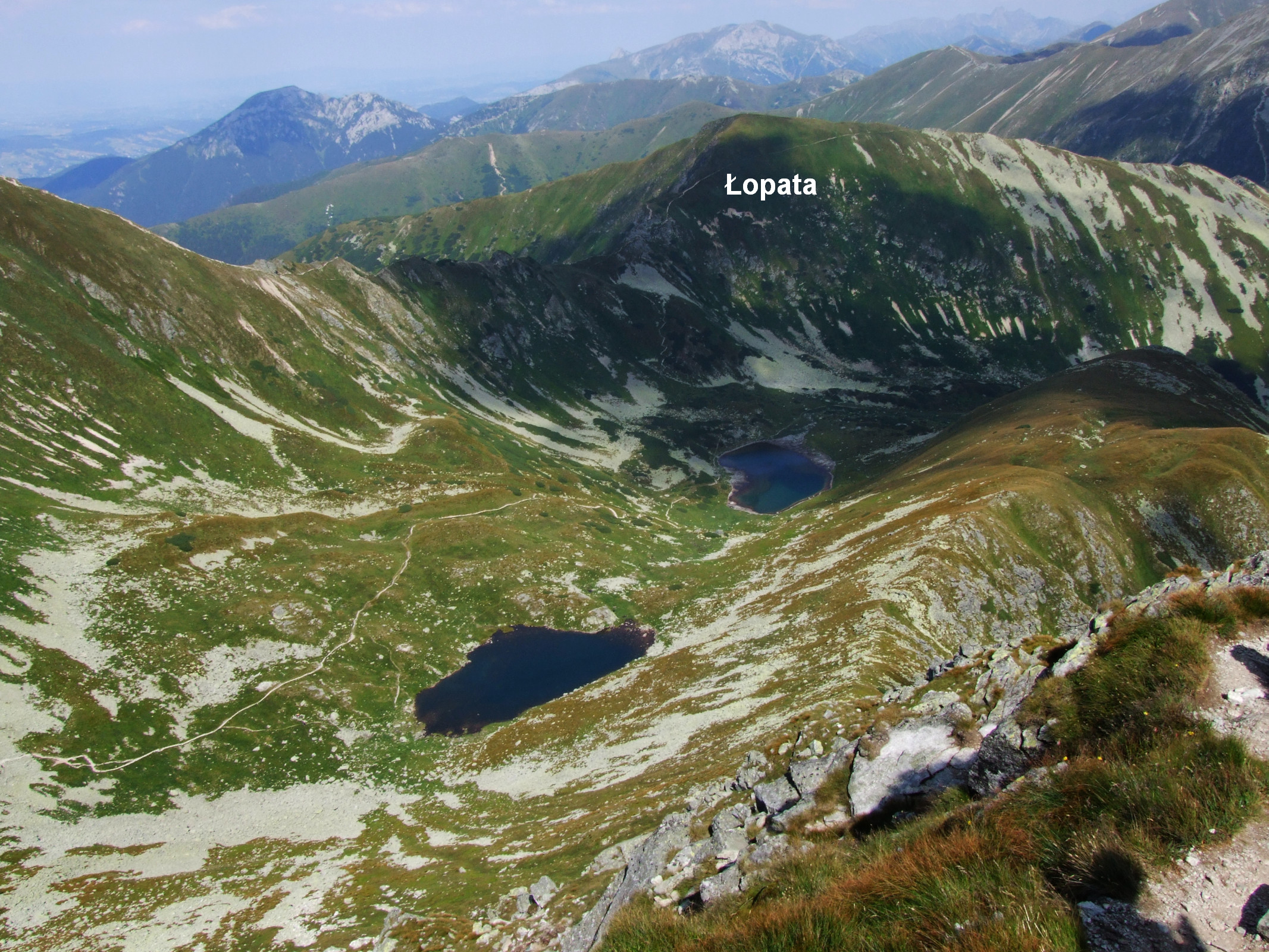
Nižné a Vyšné Jamnícke pleso

Jamnícke plesá (případně s přehozenýma délkama Jamnické plesá) (polsky Jamnickie Stawy) je soubor dvou ledovcových jezer nacházejících se v Západních Tatrách v Jamnícke dolině.

## Plesa
| název                | alternativní název   | rozloha (ha) | délka (m) | šířka (m) | m.hl. (m) | objem (m³) | n.v. (m) | Souřadnice                       |
| -------------------- | -------------------- | ------------ | --------- | --------- | --------- | ---------- | -------- | -------------------------------- |
| Nižné Jamnícke pleso | Dolní Jamnícke pleso | 1,1315       | 178       | 95        | 8,2       | 25 180     | 1 732    | 49°12′10″ s. š., 19°46′12″ v. d. |
| Vyšné Jamnícke pleso | Horní Jamnícke pleso | 0,4095       | 110       | 58        | 3,6       | 5 406      | 1 839    | 49°12′09″ s. š., 19°45′48″ v. d. |

## Přístup
Plesa jsou veřejnosti přístupná
- po  modré turistické značce, která vede celou Úzkou a Jamníckou dolinou a v její horní části severně od ples až na Jamnícke sedlo.